# Tramway de Chemnitz
Le tramway de Chemnitz est le réseau de tramways de la ville de Chemnitz, en Allemagne. Il comporte cinq lignes de tramway urbain, totalisant une longueur de 30,6 kilomètres, ainsi qu'une ligne jusqu'à Stollberg et longue de 16,3 kilomètres.

## Réseau actuel

### Aperçu général
Le réseau compte 5 lignes ordinaires et 4 Tram-train lignes:
| Ligne | Trajet                                                                      | Nombre d'arrêts |
| ----- | --------------------------------------------------------------------------- | --------------- |
| 1     | Schönau ↔ Brückenstr./Freie Presse                                          | 11              |
| 2     | Bernsdorf ↔ Brückenstr./Freie Presse                                        | 10              |
| 3     | Technopark ↔ Hauptbahnhof                                                   | 12              |
| 4     | Hutholz ↔ Hauptbahnhof                                                      | 21              |
| 5     | Gablenz ↔ Hutholz über Annaberger Straße                                    | 27              |
| C11   | Stollberg ↔ Altchemnitz ↔ Zentralhaltestelle ↔ Hauptbahnhof                 | 28              |
| C13   | Burgstädt ↔ Hauptbahnhof ↔ Zentralhaltestelle ↔ Technopark ↔ Thalheim ↔ Aue | 37              |
| C14   | Mittweida ↔ Hauptbahnhof ↔ Zentralhaltestelle ↔ Technopark ↔ Thalheim       | 30              |
| C15   | Hainichen ↔ Hauptbahnhof ↔ Zentralhaltestelle ↔ Technopark                  | 18              |

### Matériel roulant
Le réseau est doté de 22 rames Tatra T3D-M de 1988, 4 Tatra B3D-M et de 24 rames Stadler Variotram, livrées entre 1993 et 2001 dont 14 rames unidirectionnelles.
En 2012, huit rames tram-train Vossloh CityLink sont commandés pour une livraison de 2015 à 2017. Quatre rames complémentaires sont commandées en 2015.
14 rames Škoda ForCity sont commandés en 2016 pour remplacer une partie des Tatra T3D-M. Les livraisons sont prévues pour 2018 et 2020. Pour 35 millions d'euros, les rames seront longues de 33 m pour 2,65 m de large.